# Малетіно (Куртамиський округ)
Мале́тіно (рос. Малетино) — присілок у складі Куртамиського округу Курганської області, Росія.
Населення — 238 осіб (2010, 256 у 2002).
Національний склад станом на 2002 рік:
- росіяни — 98 %